# Jupiá-Stausee
Der Jupiá-Stausee (der auch nach dem Ort Três Lagoas bzw. heute nach Engenheiro Sousa Dias benannt wird) ist ein Stausee am Rio Paraná in den brasilianischen Bundesstaaten Mato Grosso do Sul und São Paulo. Die Talsperre wurde zwischen den Orten Andradina e Castilho (São Paulo) und Três Lagoas (Mato Grosso do Sul) errichtet, 2617 Flusskilometer oberhalb von Buenos Aires und kurz unterhalb des ehemaligen Zusammenflusses von Rio Paraná und Rio Tietê.
Das Wasserkraftwerk (portugiesisch: Usina Hidrelétrica Engenheiro Souza Dias) ist nach dem Ingenieur Souza Dias benannt und wird vom Stromversorger CESP betrieben. Es besitzt 14 Maschineneinheiten mit Kaplan-Turbinen und Generatoren mit einer installierten Gesamtleistung von 1.551,2 MW in zwei Gruppen (14 mal 110,8 MW). Zusätzlich sind Hilfseinheiten mit 4,75 MW in jeder Gruppe installiert. Das Wasserkraftwerk ist zurzeit ungefähr das zehntgrößte in Brasilien. Es ging 1969 in Betrieb.
Das Absperrbauwerk ist eine Kombination aus einem Erd- und Steinschüttdamm auf beiden Seiten und einer Gewichtsstaumauer in der Mitte. Die Staudämme sind 2385 m plus 2070 m lang, die Staumauer 1040 m, zusammen 5495 m. Eine andere Angabe für die Gesamtlänge ist 5604 m. Der Höhenunterschied von 23 m wird von der Schifffahrt in einer Schleuse überwunden. Der Wasserweg auf dem Rio Tietê ist von dem Stausee aus zu erreichen. Der Stausee, der entweder 330 oder 544 km² groß ist, reicht bis zum Stausee Três Irmãos am Rio Tietê und Ilha Solteira am Paraná.